# Apanthura indonesiensis
Apanthura indonesiensis är en kräftdjursart som beskrevs av Negoescu 1997. Apanthura indonesiensis ingår i släktet Apanthura och familjen Anthuridae. Inga underarter finns listade i Catalogue of Life.